# Gageac-et-Rouillac
Gageac-et-Rouillac é uma comuna francesa na região administrativa da Nova Aquitânia, no departamento Dordonha. Estende-se por uma área de 14,19 km². Em 2010 a comuna tinha 478 habitantes (densidade: 33,7 hab./km²).